# Burkhard Heer
Burkhard Heer (* 11. Juli 1966 in Hamburg) ist ein deutscher Finanzwissenschaftler. Er ist Professor an der Universität Augsburg.

## Leben
Nach dem Abitur an der Stormarnschule in Ahrensburg studierte Heer von 1986 bis 1996 Volkswirtschaftslehre und Mathematik an der Ruprecht-Karls-Universität Heidelberg, der San Francisco State University und der Universität zu Köln. 1996 wurde er bei Alfred Maußner in Köln promoviert. 2000 habilitierte er sich bei Carl Christian von Weizsäcker. Während des Studiums machte er u. a. Station bei Morgan Stanley und der Dresdner Bank in Frankfurt am Main und beim Internationalen Währungsfonds in Washington, D.C.
Von 2000 bis 2001 vertrat er eine Professur an der Ludwig-Maximilians-Universität München und hatte eine Karenzprofessur an der Universität Innsbruck inne. 2001 wurde er dann Professor für Wirtschaftspolitik an der Universität Bamberg; 2004 wechselte er an die Freie Universität Bozen. Seit 2012 ist er Professor für Finanzwissenschaft an der Universität Augsburg.
Forschungsaufenthalte führten ihn nach Montreal, Barcelona, Innsbruck, Georgetown, Stanford, St. Louis und München. Darüber hinaus ist er Fellow am Ifo Institut für Wirtschaftsforschung in München. Zu seinen Schwerpunkten gehören Konjunkturforschung, Versicherungen und Besteuerung sowie stochastische Gleichgewichtsmodelle. Das Handelsblatt führte ihn in seinem Rankings (2010 und 2011) unter den Top-100 deutschen Auslandsökonomen.
Er ist verheiratet und hat zwei Kinder.

## Schriften (Auswahl)
- Public Economics: The Macroeconomic Perspective. Springer, Berlin u. a. 2019, ISBN 978-3-030-00987-8.
- mit Alfred Maußner: Dynamic general equilibrium modeling. Computational methods and applications. 2. Auflage, Springer, Berlin u. a. 2009, ISBN 978-3-540-85684-9.
- Umwelt, Bevölkerungsdruck und Wirtschaftswachstum in den Entwicklungsländern (= Wirtschaftswissenschaftliche Beiträge, Band 135). Physica-Verlag, Heidelberg 1997, ISBN 3-7908-0987-X.